# Фернандо Гарсія Льєо
Фернандо Гарсія Льєо (ісп. Fernando García Lleó; нар. 25 вересня 1966) — колишній іспанський тенісист.
Найвищу одиночну позицію світового рейтингу — 163 місце досяг 15 вересня 1986, парну — 312 місце — 15 вересня 1986 року.

## Фінали челленджерів

### Одиночний розряд: 1 (0–1)
| Результат | В-П | Дата        | Турнір              | Рівень     | Покриття | Суперник    | Рахунок       |
| --------- | --- | ----------- | ------------------- | ---------- | -------- | ----------- | ------------- |
| Поразка   | 0–1 | липень 1986 | Dortmund, Німеччина | Челленджер | Ґрунт    | Горст Скофф | 6-2, 3–6, 4–6 |